# 에바 프뢸링
에바 프뢸링(Ewa Fröling, 1952년 8월 9일 ~ )은 스웨덴의 배우이다.

## 출연 작품
- 세컨 찬스 (2014)
- 프로큰 마크바디그 앤 카리아렌 (2010)
- 어멍 어스 (2010)
- 밀레니엄 제1부 - 여자를 증오한 남자들 (2009)
- 저스트 어나더 러브 스토리 (2007)
- 데드라인 (2001)
- 동쪽에서 온 편지 (1995)
- 옥스 (1991)
- 데몬스 (1986)
- 행복한 우리들 (1983)
- 화니와 알렉산더 (1982)